# Aero Condor Peru
Aero Condor is een Peruaanse luchtvaartmaatschappij met haar thuisbasis in Lima.

## Geschiedenis
Aero Condor is opgericht in 1973.

## Bestemmingen
Aero Condor voert lijnvluchten uit naar: (zomer 2007)
Binnenland:
- Andahuaylas, Arequipa, Ayacucho, Cajamarca, Cuzco, Iquitos, Juliaca, Lima, Piura, Pucallpa, Puerto Maldonado, Tacna, Talara, Tumbes.

## Vloot
De vloot van Aero Condor bestaat uit: (december 2007)
- 5 Boeing B737-200
- 2 Fokker F27-050
- 1 Fokker F27-100
- 2 Fokker F27-200
- 1 Antonov AN26
- 1 Antonov AN24RV